# Resolució 1896 del Consell de Seguretat de les Nacions Unides
La Resolució 1896 del Consell de Seguretat de les Nacions Unides fou adoptada per unanimitat el 30 de novembre de 2009. Després de recordar les resolucions resolucions 1493 (2003), 1596 (2005), 1698 (2006), 1771 (2007), 1807 (2008) i 1857 (2008) sobre la situació a la República Democràtica del Congo i preocupat pel continu tràfic d'armes al país, el Consell va decidir ampliar l'embargament d'armes i el seu règim de sancions vinculat, que inclou congelació d'actius i prohibició de viatjar, fins al 30 de novembre de 2010.
El Consell també va ampliar el mandat del Subcomitè per incloure la promulgació de directrius per a la inclusió i notificació d'individus sancionats; vetllar per la plena implementació de la resolució i especificar la informació necessària que els Estats haurien de proporcionar per complir els requisits de notificació. També va ampliar el mandat del Grup d'Experts, que també podrà fer recomanacions sobre directrius de diligència deguda a la compra, adquisició, adquisició i transformació de productes minerals procedents de la República Democràtica del Congo. Es va demanar al grup que centrés les seves activitats a les zones de Kivu Nord i Sud, a Ituri i Orientale contra grups armats del país que no formen part de l'exèrcit integrat del govern o de les unitats de policia.
També demana a tots els Estats que implementin la resolució, i que els que encara no ho hagin fet que informessin al Comitè, en un termini de 45 dies, sobre les seves accions.